# Atletica leggera ai Giochi della XXXIII Olimpiade - 200 metri piani femminili
Ai Giochi della XXXIII Olimpiade la competizione dei 200 metri piani femminili si è svolta nei giorni dal 4 al 6 agosto 2024 presso lo Stade de France di Parigi.

## Presenze ed assenze delle campionesse in carica
| Competizione         | Atleta            | Prestazione | Parigi 2024 |
| -------------------- | ----------------- | ----------- | ----------- |
| Olimpiadi 2020       | Elaine Thompson   | 21”53       | Infortunata |
| Africani 2022        | Aminatou Seyni    | 23”04       | Assente     |
| Commonwealth 2022    | Elaine Thompson   | 22”02       | Infortunata |
| Asiatici 2022        | Shanti Pereira    | 23”03       | Presente    |
| Panamericani 2023    | Marileidy Paulino | 22”74       | Solo 400 m  |
| Mondiali 2023        | Shericka Jackson  | 21”41       | Presente    |
| Europei 2024         | Mujinga Kambundji | 22”49       | Presente    |
|                      |                   |             |             |
| Mondiali junior 2022 | Brianna Lyston    | 22”65       | Non qual.   |

1. ↑  Non ha gareggiato ai Giochi a causa di un infortunio al tendine d'Achille che le ha impedito di competere nelle selezioni nazionali.
2. ↑  Il Niger non ha formato una rappresentativa  olimpica di atletica leggera.

## La gara
Le giamaicane schierano la campionessa mondiale in carica, Shericka Jackson, che ha rinunciato ai 100 metri per concentrarsi esclusivamente su questa distanza. La Jackson è la migliore atleta al mondo sulla distanza con un personale di 21”41. Le altre due giamaicane hanno scarsa esperienza internazionale. Le americane rispondono con Gabrielle Thomas (21”81 alle selezioni nazionali e 21”60 di personale), Brittany Brown (21”90 stabilito ai Trials) e McKenzie Long (21”91 stabilito ai Trials).
Il primo giorno di gare Shericka Jackson comunica che non scenderà in pista a causa di un infortunio. Esce di scena una sicura protagonista. Le sei batterie non riservano sorprese: tutte le migliori passano al turno successivo. Il miglior tempo è di  Gabrielle Thomas con 22”20 (seconda batteria). La svedese Julia Henriksson stabilisce il record nazionale con 22”79 nella prima serie, vinta da Julien Alfred. La Alfred ha vinto l'oro sui 100 metri e quindi è una delle possibili candidate alla vittoria. Nel turno di ripescaggio viene battuto un altro record nazionale: la greca Polyniki Emmanouilidou ferma il cronometro su 22”99.
In semifinale, nella prima batteria vengono messe a confronto la Alfred con la nigeriana Favour Ofili, autrice del secondo miglior tempo delle batterie (22”24). Vince la Alfred con 21”98. Nella seconda Gabrielle Thomas ferma i cronometri su un eccezionale 21”66, staccando di tre decimi la britannica Dina Asher-Smith (21”97). La terza è appannaggio di Brittany Brown con 22”12 sulla britannica Daryll Neita (22”24).
In finale le favorite sono schierate come segue: Brittany Brown in sesta corsia, Gabrielle Thomas in settima e Julien Alfred in ottava. La Alfred è la più rapida ad uscire dai blocchi, ma già prima che finisca la curva è in testa Gabrielle Thomas. L'americana si produce in un allungo irresistibile e vince con 25 centesimi di vantaggio sulla Alfred e 37 sulla connazionale Brown.

## Risultati
La competizione ha subito una modifica con l'introduzione di una fase di ripescaggio. Nel primo turno si disputano sei batterie, con le prime tre classificate di ogni batteria (Q) che accedono alle semifinali. Tutte le altre vanno al turno di ripescaggio (tranne coloro che non hanno finito la gara o sono state squalificate).

Il turno di ripescaggio si compone di quattro batterie. Accedono alle semifinali le vincitrici di ciascuna serie  (Q), più i due migliori tempi (q). 

Riassumendo: per fare 24 semifinaliste, 18 provengono dalle batterie e le altre 6 dai ripescaggi.

Nelle tre semifinali, le prime due classificate di ciascuna delle tre serie e i due tempi più veloci accedono alla finale.

### Batterie

#### Batteria 1
| Posizione | Corsia | Atleta                   | Nazionalità    | Tempo | Note |
| --------- | ------ | ------------------------ | -------------- | ----- | ---- |
| 1         | 4      | Julien Alfred            | Saint Lucia    | 22"41 | Q    |
| 2         | 5      | Gémima Joseph            | Francia        | 22"72 | Q    |
| 3         | 6      | Julia Henriksson         | Svezia         | 22"79 | Q    |
| 4         | 9      | Torrie Lewis             | Australia      | 22"89 | Ri,  |
| 5         | 7      | Lorène Dorcas Bazolo     | Portogallo     | 23"10 | Ri,  |
| 6         | 2      | Léonie Pointet           | Svizzera       | 23"42 | Ri   |
| 7         | 3      | Olga Safronova           | Kazakistan     | 23"58 | Ri   |
|           | 8      | Marie-Josée Ta Lou-Smith | Costa d'Avorio | NP    |      |

#### Batteria 2
| Posizione | Corsia | Atleta               | Nazionalità | Tempo | Note |
| --------- | ------ | -------------------- | ----------- | ----- | ---- |
| 1         | 5      | Gabrielle Thomas     | Stati Uniti | 22"20 | Q    |
| 2         | 6      | Niesha Burgher       | Giamaica    | 22"54 | Q    |
| 3         | 3      | Mujinga Kambundji    | Svizzera    | 22"75 | Q    |
| 4         | 8      | Jacqueline Madogo    | Canada      | 22"78 | Ri,  |
| 5         | 4      | Anahí Suárez         | Ecuador     | 23"33 | Ri   |
| 6         | 7      | Dalia Kaddari        | Italia      | 23"49 | Ri   |
| 7         | 2      | Cecilia Tamayo-Garza | Messico     | 23"65 | Ri   |

#### Batteria 3
| Posizione | Corsia | Atleta           | Nazionalità   | Tempo | Note |
| --------- | ------ | ---------------- | ------------- | ----- | ---- |
| 1         | 5      | Daryll Neita     | Gran Bretagna | 22"39 | Q    |
| 2         | 9      | Tasa Jiya        | Paesi Bassi   | 22"74 | Q    |
| 3         | 3      | Hélène Parisot   | Francia       | 22"99 | Q    |
| 4         | 7      | Nicole Caicedo   | Ecuador       | 23"18 | Ri   |
| 5         | 2      | Nora Lindahl     | Svezia        | 23"33 | Ri   |
| 6         | 6      | Martyna Kotwiła  | Polonia       | 23"43 | Ri   |
| 7         | 8      | Anna Bongiorni   | Italia        | 23"49 | Ri   |
|           | 4      | Shericka Jackson | Giamaica      | NP    |      |

#### Batteria 4
| Posizione | Corsia | Atleta                  | Nazionalità    | Tempo | Note |
| --------- | ------ | ----------------------- | -------------- | ----- | ---- |
| 1         | 9      | Mckenzie Long           | Stati Uniti    | 22"55 | Q    |
| 2         | 7      | Jessika Gbai            | Costa d'Avorio | 22"61 | Q    |
| 3         | 3      | Audrey Leduc            | Canada         | 22"88 | Q    |
| 4         | 2      | Jaël Bestué             | Spagna         | 23"17 | Ri   |
| 5         | 6      | Krystsina Tsimanouskaya | Polonia        | 23"30 | Ri   |
| 6         | 5      | Mia Gross               | Australia      | 23"36 | Ri   |
| 7         | 4      | Aimara Nazareno         | Ecuador        | 23"52 | Ri   |
| 8         | 8      | Lorraine Martins        | Brasile        | 23"68 | Ri   |

#### Batteria 5
| Posizione | Corsia | Atleta                  | Nazionalità   | Tempo | Note |
| --------- | ------ | ----------------------- | ------------- | ----- | ---- |
| 1         | 7      | Brittany Brown          | Stati Uniti   | 22"76 | Q    |
| 2         | 2      | Lanae-Tava Thomas       | Giamaica      | 22"38 | Q    |
| 3         | 3      | Bianca Williams         | Gran Bretagna | 22"70 | Q    |
| 4         | 8      | Polyniki Emmanouilidou  | Grecia        | 22"77 | Ri   |
| 5         | 5      | Olivia Fotopoulou       | Cipro         | 23"07 | Ri   |
| 6         | 4      | Boglárka Takács         | Ungheria      | 23"16 | Ri   |
| 7         | 9      | Imke Vervaet            | Belgio        | 23"20 | Ri   |
| 8         | 6      | Veronica Shanti Pereira | Singapore     | 23"21 | Ri   |

#### Batteria 6
| Posizione | Corsia | Atleta                   | Nazionalità               | Tempo | Note |
| --------- | ------ | ------------------------ | ------------------------- | ----- | ---- |
| 1         | 2      | Favour Ofili             | Nigeria                   | 22"24 | Q    |
| 2         | 8      | Dina Asher-Smith         | Gran Bretagna             | 22"28 | Q    |
| 3         | 7      | Gina Mariam Bass-Bittaye | Gambia                    | 22"84 | Q    |
| 4         | 3      | Maboundou Koné           | Costa d'Avorio            | 22"87 | Ri,  |
| 5         | 5      | Adaejah Hodge            | Isole Vergini Britanniche | 23"00 | Ri   |
| 6         | 4      | Ida Karstoft             | Danimarca                 | 23"01 | Ri   |
| 7         | 9      | Yuting Li                | Cile                      | 23"31 | Ri   |
| 8         | 6      | Ana Azevedo              | Brasile                   | 23"37 | Ri   |

### Ripescaggi

#### Ripescaggio 1
| Posizione | Corsia | Atleta                  | Nazionalità               | Tempo | Note                                     |
| --------- | ------ | ----------------------- | ------------------------- | ----- | ---------------------------------------- |
| 1         | 8      | Jacqueline Madogo       | Canada                    | 22"58 | Q                                        |
| 2         | 7      | Adaejah Hodge           | Isole Vergini Britanniche | 22"94 | q                                        |
| 3         | 6      | Polyniki Emmanouilidou  | Grecia                    | 22"99 | q                                        |
| 4         | 4      | Lorène Dorcas Bazolo    | Portogallo                | 23"08 | Miglior prestazione personale stagionale |
| 5         | 5      | Aimara Nazareno         | Ecuador                   | 23"35 |                                          |
| 6         | 2      | Ana Azevedo             | Brasile                   | 23"44 |                                          |
| 7         | 3      | Veronica Shanti Pereira | Singapore                 | 23"45 |                                          |

#### Ripescaggio 2
| Posizione | Corsia | Atleta           | Nazionalità    | Tempo | Note |
| --------- | ------ | ---------------- | -------------- | ----- | ---- |
| 1         | 4      | Maboundou Koné   | Costa d'Avorio | 22"89 | Q    |
| 2         | 8      | Boglárka Takács  | Ungheria       | 23"05 |      |
| 3         | 3      | Li Yuting        | Cile           | 23"24 |      |
| 4         | 5      | Martyna Kotwiła  | Canada         | 23"50 |      |
| 5         | 7      | Anahí Suárez     | Ecuador        | 23"54 |      |
| 6         | 6      | Lorraine Martins | Brasile        | 23"82 |      |
|           | 3      | Dalia Kaddari    | Italia         | dns   |      |

#### Ripescaggio 3
| Posizione | Corsia | Atleta                  | Nazionalità | Tempo | Note |
| --------- | ------ | ----------------------- | ----------- | ----- | ---- |
| 1         | 8      | Olivia Fotopoulou       | Cipro       | 22"92 | Q =  |
| 2         | 5      | Krystsina Tsimanouskaya | Polonia     | 23"01 |      |
| 3         | 7      | Nicole Caicedo          | Ecuador     | 23"04 |      |
| 4         | 4      | Mia Gross               | Australia   | 23"34 |      |
| 5         | 6      | Cecilia Tamayo-Garza    | Messico     | 23"49 |      |
|           | 2      | Anna Bongiorni          | Italia      | dns   |      |
|           | 3      | Ida Karstoft            | Danimarca   | dns   |      |

#### Ripescaggio 4
| Posizione | Corsia | Atleta         | Nazionalità | Tempo | Note |
| --------- | ------ | -------------- | ----------- | ----- | ---- |
| 1         | 2      | Torrie Lewis   | Australia   | 23"08 | Q    |
| 2         | 3      | Jaël Bestué    | Spagna      | 23"22 |      |
| 3         | 7      | Imke Vervaet   | Belgio      | 23"33 |      |
| 4         | 6      | Léonie Pointet | Svizzera    | 23"37 |      |
| 5         | 4      | Nora Lindahl   | Svezia      | 23"51 |      |
| 6         | 5      | Olga Safronova | Kazakistan  | 23"70 |      |

### Semifinali

#### Semifinale 1
| Posizione | Corsia | Atleta          | Nazionalità               | Tempo | Note                                     |
| --------- | ------ | --------------- | ------------------------- | ----- | ---------------------------------------- |
| 1         | 7      | Julien Alfred   | Saint Lucia               | 21"98 | Q                                        |
| 2         | 6      | Favour Ofili    | Nigeria                   | 22"05 | Q                                        |
| 3         | 8      | Mckenzie Long   | Stati Uniti               | 22"30 | q                                        |
| 4         | 9      | Bianca Williams | Gran Bretagna             | 22"58 | Miglior prestazione personale stagionale |
| 5         | 3      | Maboundou Koné  | Costa d'Avorio            | 22"65 | Miglior prestazione personale stagionale |
| 6         | 5      | Audrey Leduc    | Canada                    | 22"68 |                                          |
| 7         | 4      | Gémima Joseph   | Francia                   | 22"69 |                                          |
| 8         | 2      | Adaejah Hodge   | Isole Vergini Britanniche | 22"70 |                                          |

#### Semifinale 2
| Posizione | Corsia | Atleta                 | Nazionalità   | Tempo | Note                          |
| --------- | ------ | ---------------------- | ------------- | ----- | ----------------------------- |
| 1         | 8      | Gabrielle Thomas       | Stati Uniti   | 21"66 | Q                             |
| 2         | 7      | Dina Asher-Smith       | Gran Bretagna | 21"97 | Q                             |
| 3         | 5      | Hélène Parisot         | Francia       | 22"55 | Miglior prestazione personale |
| 4         | 4      | Mujinga Kambundji      | Svizzera      | 22"63 |                               |
| 5         | 6      | Niesha Burgher         | Giamaica      | 22"64 |                               |
| 6         | 9      | Tasa Jiya              | Paesi Bassi   | 22"81 |                               |
| 7         | 3      | Jacqueline Madogo      | Canada        | 22"81 |                               |
| 8         | 2      | Polyniki Emmanouilidou | Grecia        | 23"18 |                               |

#### Semifinale 3
| Posizione | Corsia | Atleta                   | Nazionalità    | Tempo | Note                                     |
| --------- | ------ | ------------------------ | -------------- | ----- | ---------------------------------------- |
| 1         | 7      | Brittany Brown           | Stati Uniti    | 22"12 | Q                                        |
| 2         | 6      | Daryll Neita             | Gran Bretagna  | 22"24 | Q                                        |
| 3         | 8      | Jessika Gbai             | Costa d'Avorio | 22"36 | q                                        |
| 4         | 5      | Gina Mariam Bass-Bittaye | Gambia         | 22"66 | Miglior prestazione personale stagionale |
| 5         | 9      | Lanae-Tava Thomas        | Giamaica       | 22"77 |                                          |
| 6         | 4      | Julia Henriksson         | Svezia         | 22"88 |                                          |
| 7         | 3      | Torrie Lewis             | Australia      | 22"92 |                                          |
| 8         | 2      | Olivia Fotopoulou        | Cipro          | 22"98 |                                          |

### Finale

Video ufficiale della Finale

| Record mondiale e olimpico | Florence Griffith-Joyner | 21"34 | Seul   | 29 settembre 1988 |
| Capolista stagionale       | Gabrielle Thomas         | 21"78 | Eugene | 22 giugno 2024    |

Martedì 6 agosto, ore 21:40.
| Posizione | Corsia | Atleta           | Nazionalità    | Tempo | Note |
| --------- | ------ | ---------------- | -------------- | ----- | ---- |
| Oro       | 7      | Gabrielle Thomas | Stati Uniti    | 21"83 |      |
| Argento   | 8      | Julien Alfred    | Saint Lucia    | 22"08 |      |
| Bronzo    | 6      | Brittany Brown   | Stati Uniti    | 22"20 |      |
| 4         | 4      | Dina Asher-Smith | Gran Bretagna  | 22"22 |      |
| 5         | 5      | Daryll Neita     | Gran Bretagna  | 22"23 |      |
| 6         | 9      | Favour Ofili     | Nigeria        | 22"24 |      |
| 7         | 2      | McKenzie Long    | Stati Uniti    | 22"42 |      |
| 8         | 3      | Jessika Gbai     | Costa d'Avorio | 22"70 |      |